# Chinezen in Mexico
Chinese Mexicanen (Spaans: mexicanos chinos) zijn inwoners van Mexico van Chinese afkomst.
Chinese Mexicanen wonen voornamelijk in de staten aan de kust van de Grote Oceaan. Chinatowns bevinden zich in onder andere Mexico-Stad, Culiacán, Mazatlán en Mexicali. Die laatste stad kent een van de grootste Chinatowns van Latijns-Amerika.
Al in de koloniale periode bestonden contacten tussen Mexico en China, vooral via de Filipijnen die vanuit vanuit Mexico-Stad werden bestuurd. De Chinese immigratie naar Mexico is begonnen in het eind van de 19e eeuw, de meesten als contractarbeiders of politieke vluchtelingen. De eerste Chinese immigranten kregen vaak te maken met racisme; zo was van Pancho Villa bijvoorbeeld bekend dat hij Chinezen haatte en vaak zonder aanleiding Chinezen doodde wanneer hij hen tegenkwam. In de jaren 20 en 30 werden verschillende anti-Chinese maatregelen genomen en werden Chinese Mexicanen gedwongen het land te verlaten.

## Bekende Chinese Mexicanen
- Eduardo Auyón (1935- ), kunstenaar
- Pablo Cheng, komiek
- Bruce Chun (1963- ), fotograaf
- Juan Manuel Ley, ondernemer
- Lyn May, actrice
- Miguel Ángel Osorio Chong (1964- ), politicus
- Juvencio Wing Shum, econoom
- Zhenli Ye Gon (1963- ), verdachte
- Wu You Lin, zakenman en koper van het recht om als enige de beeltenissen van Onze-Lieve-Vrouw van Guadalupe te maken